# 朴明在
朴 明在（パク・ミョンジェ、朝鮮語: 박명재、1947年7月5日 - ）は、大韓民国の政治家。第19・20代国会議員。本貫は密陽朴氏。キリスト教徒。

## 経歴
1947年7月5日、慶尚北道浦項市生まれ。延世大学校卒業後に国家公務員となり、行政自治部企画管理室長、中央公務員教育院長を歴任。2006年には、盧武鉉大統領（当時）から行政自治部長官候補に指名された後、2008年まで長官を務めた。2013年10月30日、慶尚北道の国会議員補欠選挙にセヌリ党から出馬し当選。後に党の事務総長に就任した。
出身地（選挙区）の関係もあり、「全国民独島訪問」キャンペーン活動を行っている。2016年8月15日、羅卿瑗が団長を務める「独島訪問団」に参加し、ヘリコプターで竹島に上陸。当日は、党の幹部として光復節の行事に出席する予定であったが急遽、予定を変更しての参加となった。「日本政府に怒りを感じて行かずにはいられなかった。」とのコメントを報道機関に伝えている。
他にオランダ国立社会科学大学院卒業、延世大学校行政大学院行政学修士の学歴があり、チャ医科大学校総長、延世大学校、大邱大学校、龍仁大学校兼任教授、漢陽大学校特任教授、慶雲大学校碩座教授を務めた経歴もある。
2020年の第21代総選挙の前、世代交代の一環だと思われる未来統合党の決定により不出馬を宣言した。党の決定に不満があるものの、文在寅政権に審判を下すために従わなければならず、離党および無所属で出馬することもしないと表明した。